# Augusta Treverorum
Augusta Treverorum ou Treveris — actuellement Trèves — était une ville fondée par les Romains sur la Moselle  dans le pays du peuple des Trévires en province de la Gaule belgique dont elle devint la capitale. L'empereur Auguste fonda Augusta Treverorum avant l'an 16 av. J.-C., après la soumission des Trévires. La cité romaine fut le lieu d'une intense activité économique, culturelle et intellectuelle, et se développa jusqu'à l'invasion des tribus germaniques en 274. Pendant l'Empire romain, ce sont plusieurs dizaines de milliers de personnes qui n'ont cessé d'y vivre. Avec environ 80 000 habitants en l'an 300, Augusta Treverorum était la plus grande ville au nord des Alpes et avait pour cette raison le statut de métropole. Trèves fut très tôt le point de contact entre les civilisations celtique, germanique et romaine.

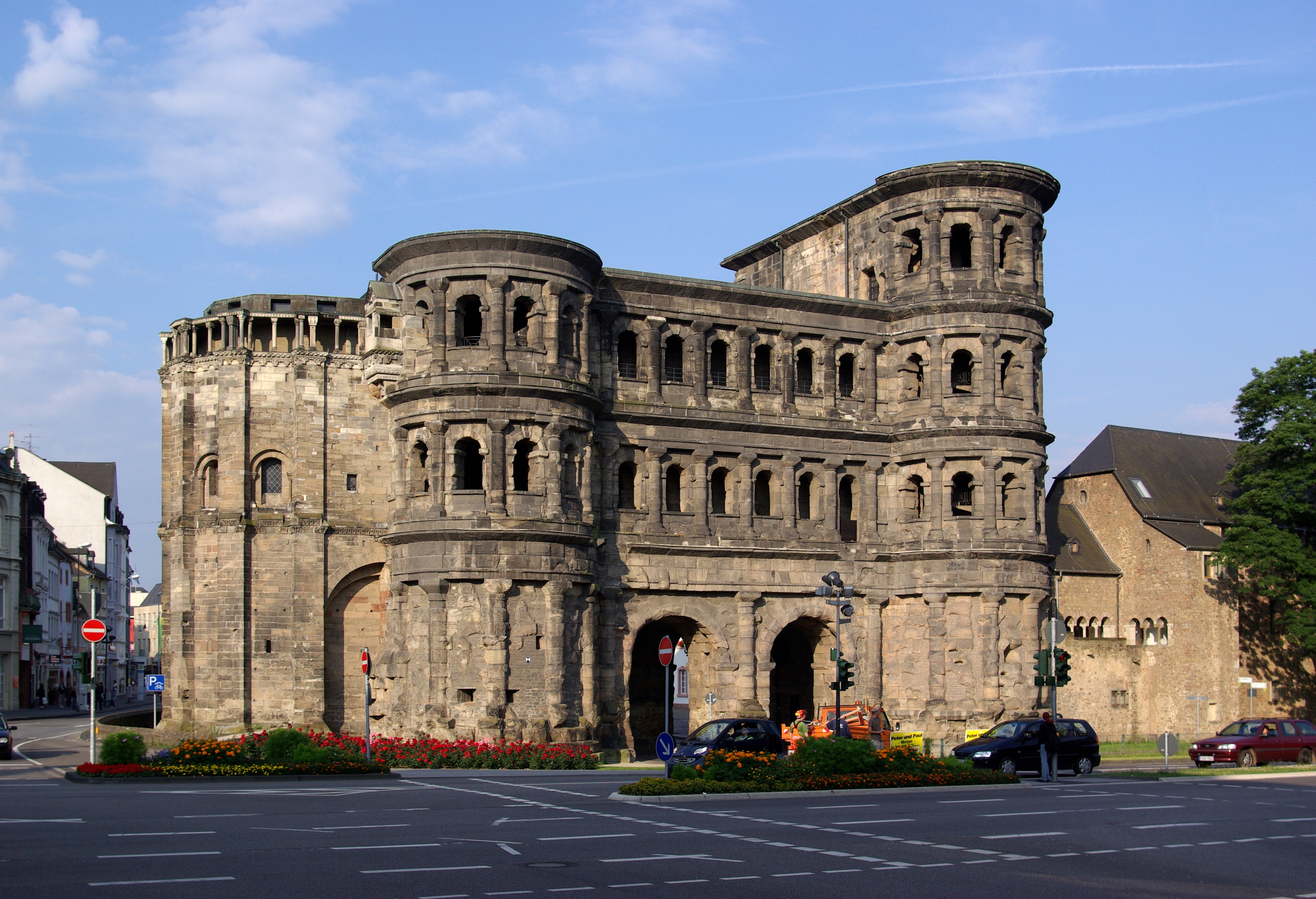
Porta Nigra érigée à Augusta Treverorum entre l'an 160 et 180 apr. J.-C.

## Topographie
Augusta Treverorum s'étendait sur la rive droite de la Moselle, dans une vallée encaissée. À proximité, on trouve un monument remarquable, le mausolée d'Igel.

## Toponymie
- souvent utilisé : Treveris
- du nom du fondateur, l'empereur Auguste, pour la ville d'Auguste du peuple des Trévires.

## Colonia Augusta Treverorum

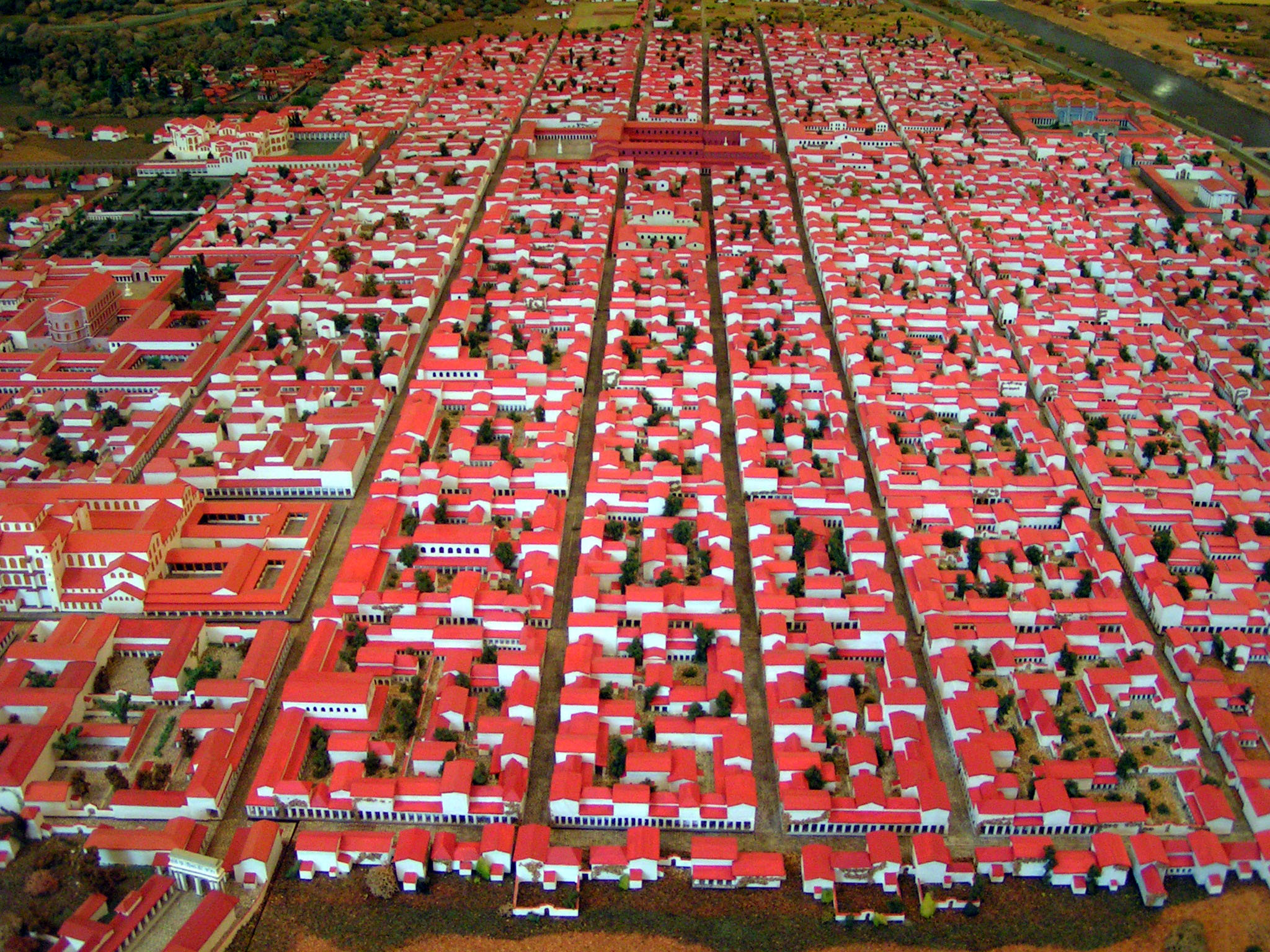
Reconstitution d' Augusta Treverorum au IVe siècle

La ville fut fondée au plus tard en 16 avant Jésus-Christ par l'empereur romain Auguste. Dans l'espace germanophone actuel, seuls Augsbourg et Augst — dans le Nord de la Suisse) — partagent avec elle l'honneur de porter le nom de l'empereur. C'est aussi la capitale de la civitas du peuple des Trévires.
Le pont qui franchit la Moselle construit en bois est réédifié en pierre en 45 de notre ère.
La ville se développa rapidement. De nombreuses constructions s'élevèrent, comme vers 80 les thermes près du marché aux bestiaux ou vers l'an 100 l'amphithéâtre. Sous Marc Aurèle et Commode fut érigée la porte Nord, la Porta Nigra qui marque bien l'importance de la ville aux IIe et IIIe siècles. Surtout, l’enceinte, construite dès le Haut-Empire, longue de 6,4 km protège une superficie de 285 ha, la plus importante des Gaules.
De 271 à 274 Augusta Treverorum devient la résidence du Gallo-Romain Tetricus, qui s'était proclamé empereur des Gaules, et dès 273 ce fut aussi le siège d'un évêché.
En 275, le limes du Haut Rhin s'étant fort affaibli, la ville fut détruite par les Francs et les Alamans, puis fut rebâtie par Constance Chlore qui y résida de 293 à 306. Elle devint la capitale des Gaules en 297.
Résidence impériale, la ville, dont le nom était le plus souvent abrégé en Treveris, devint au temps de la tétrarchie une des villes les plus considérables de l'Empire romain d'Occident à côté de Rome et de Milan. C'est de là qu'étaient alors administrées les provinces romaines de l'Europe occidentale actuelle (parties romaines des Pays-Bas, Belgique, Luxembourg, Allemagne de l'Ouest, Angleterre, France, Espagne, Portugal) et une partie de l'Afrique du Nord (le Maroc romain).

## Praefectus Praetorio Galliarium
La ville fut de 306 jusqu'à la fondation de Constantinople (324/330) le centre de la puissance de Constantin Ier, et Constantin II, son fils, y résida de 328 à 340.
De 367 à 388, Treveris fut de nouveau résidence impériale (Valentinien Ier, Gratien, Magnus Maximus) ; enfin le jeune Valentinien II y résida encore une fois vers 390. L'enfant de la ville le plus considérable fut certainement Ambroise de Milan.
Quelques décennies après le transfert à Arles de la préfecture du prétoire gauloise, l'une des plus hautes administrations de l'Empire romain (en 402), les Romains perdirent la ville malgré les efforts d'Arbogast pour la défendre ; elle tomba aux mains des Francs au plus tard en 475, cette thèse a cependant été remise en cause par l'historien Franz Staab du fait de l'absence d'éléments funéraires francs avant le 1er quart du VIe siècle. Il semble qu'auparavant Treveris avait déjà été conquise et pillée au moins trois fois.
D'Augusta Treverorum des voies romaines partaient jusqu'aux Pays-Bas vers la Colonia Ulpia Traiana, proche de l'actuel Xanten ou vers Colonia Claudia Ara Agrippinensium, l'actuelle Cologne par la Chaussée romaine de Trèves à Cologne vers Bingen en passant par la route qui devait être appelée Via Ausonius en hommage au poète et homme d'État romain Ausone, qui exerça longtemps ses fonctions à Trèves.